# 拜託啦師兄
《拜托啦師兄》（英語：Boys To Men）是由興格傳媒出品，楊襲執導，徐開騁、王家珧、劉帥良、陳詩敏、范津瑋、周藝軒等主演，孫偉特邀出演的擊劍主题青春劇集 。該劇於2019年8月30日在優酷播出。

## 劇情大綱
擊劍天才歐陽遭遇人生重創後，憑藉著自己對擊劍的一腔熱血再次涅槃、重回運動巔峰的故事。

## 演员列表

### 主要演员
| 演員                    | 角色   | 介紹 |
| 徐開騁                  | 歐陽   | 一位天資卓越的擊劍天才，年僅20歲就獲得了大滿貫冠軍，成為史上最年輕的王者。然而天妒英才，歐陽卻在一次車禍意外中重傷昏迷，沉睡五年後才甦醒。五年的時光過去，曾經的擊劍輝煌早已經遠去，歐陽不僅失去了事業還失去了父親和摯愛。父親的離奇死亡，還有摯愛投入了昔日好兄弟的懷抱，一系列的打擊讓歐陽心灰意冷、一蹶不振。歐陽始終不願放棄最愛的擊劍，最後在朋友的幫助下開始重新練習，又一次站在了比賽場上，昔日的車禍原來是一場蓄謀已久的陰謀，一場生死角逐拉開帷幕。 |
| 王家珧                  | 林佳瑤 | 歐陽喜歡的人，也是范奇喜歡的人，熱愛擊劍。 |
| 范津瑋 （童年：黄振宸） | 陳清騰 | 歐陽的好兄弟、師弟, 青葉擊劍俱樂部的頂級運動員，蟬聯三年的青龍賽冠軍。 |
| 劉良帥                  | 范奇   | 青葉集團總裁，歐陽的師弟，在歐陽昏迷後接管了集團並且對歐陽的女友勢在必得。 |
| 陳詩敏                  | 周菲菲 | 周密陽的女兒，宛如歐陽的妹妹一樣的存在，同时也是欒小飛的摰愛。 |
| 周藝軒                  | 欒小飛 | 富商欒飛之子，青龍集團少主，歐陽表弟，隐藏身份为青冥红天王，表面上看似玩世不恭的花花公子，實則重情重義，對劍術有自己的追求，痴戀周菲菲不計回報，可惜因為家族遺傳病英年早逝，在彌留之際，仍一心為菲菲籌謀，为她入主青龍擊劍俱樂部鋪平道路。 |

### 其他演员
| 演員   | 角色   | 介紹 |
| 趙陽   | 周密陽 | 周菲菲之父，歐陽的師叔以及復出後的教練，女兒奴，大隱於市淡泊名利的高手。對歐陽有再造之恩，讓歐陽得到了在父親那裡缺失的尋常父愛，也是幫助歐陽戰勝心魔的重要角色。一早就知道Z先生身份的人，但對Z先生的做法却無法認同。                                                                                                 |
| 王宥鈞 | 程遠山 | 擊劍學院種子選手，周菲菲的同學、追求者，歐陽甦醒後遭遇的第一個對手。家境貧寒，付出了比常人更多艱辛取得了劍術成就，對擊劍運動全心熱愛，全靠比賽獎金和獎學金才能繼續從事擊劍這項貴族運動。为人正直善良，在大是大非上即使再糾結也能做出正確選擇。                                                                       |
| 常喆寬 | 高晉秋 | 歐陽老對手，名劍俱樂部王牌，劍術高手，但随着年輕高手辈出，危機感越来越重，這一心理被范奇所利用，黑化成为范奇的工具，用來克制陳清騰。 |
| 朱超藝 | 鄧晏   | 獨狼一樣自學成才的年輕高手，以挑戰陳清騰作為自己的目標，失敗後對陳清騰極其崇拜，一心拜清騰為師，成为清騰的跟屁蟲。心思單純，對劍術追求極致純粹，對師父忠心耿耿，唯師父之命是從，生活中是萌萌的小鲜肉。 |
| 孫偉   | 潘天   | 國家隊隊長，歐陽兒时好友，終生對手。歐陽在地下青冥俱樂部的主要對手黑白天王。金牌教練潘伯龍之子，與歐陽一樣同樣是年少成名的劍術高手，身負父親期望，重壓之下心理難以承受，導致人格分裂，父子矛盾激化，主動離開國家隊，投身青冥。現實中的好好先生，人性中的陰暗面都化身在黑天王身上，引誘歐陽深陷心魔，最終被歐陽識破。 |